# Plesioneuron kostermansii
Plesioneuron kostermansii är en kärrbräkenväxtart som beskrevs av Holtt. Plesioneuron kostermansii ingår i släktet Plesioneuron och familjen Thelypteridaceae. Inga underarter finns listade.